# Parque Fort Edmonton
Parque Fort Edmonton es una atracción en Edmonton, Alberta, Canadá, llamado así por ser el primer puesto europeo perdurable en el área de la actual Edmonton, el parque es el museo de historia viviente más grande de Canadá por área. Incluye tanto estructuras históricas originales como reconstruidas que representan la historia de Edmonton (incluida la de aborígenes posteriores a los caballos) y cuenta con personal durante el verano por recreaciones históricas.

## Historia
La historia de la concepción de Parque Fort Edmonton se remonta a 1915, en ese año, los restos del antiguo fuerte junto al edificio de la Legislatura de Alberta fueron derribados, en medio de la oposición de los ciudadanos que deseaban reubicar las viejas estructuras para que pudieran ser apreciado por su valor patrimonial, un interés renovado después de la Segunda Guerra Mundial comenzó el impulso que vio el parque comenzar la construcción en 1969 bajo la dirección de la Fundación Fort Edmonton.
El Plan Maestro de la Fundación de 1968 visualizó un parque que presentaría una muestra representativa de la historia del área de Edmonton desde el lejano pasado geológico, las áreas que actualmente incorpora, e incluso un área que profetizaría el futuro de Edmonton. Este plan original especuló que el parque completo se extendería en diez fases, en 1987, sin embargo, quedó claro que el parque había evolucionado de manera incompatible con el ambicioso plan de 1968 y el Plan Maestro se modificó para centrarse en las cuatro secciones que se habían materializado hasta la fecha.
El fuerte fue la primera parte del parque que abrió en 1974, originalmente accesible directamente por carretera, la calle 1885 se abrió a finales de la década de 1970, seguida de la calle 1905 a principios de la década de 1980 y luego la calle 1920 a principios de la década de los noventa, un tren de vapor en funcionamiento ha transportado visitantes desde la entrada del parque al fuerte desde 1977, cada calle se abrió como un trabajo en progreso y la última versión del plan de desarrollo del parque requiere aún más adiciones, especialmente a 1920 Street.

## Descripción
A partir de 2008, Parque Fort Edmonton se compone de cuatro secciones, cada una representa una era, todas repartidas en 158 acres. El parque está ubicado a lo largo de la orilla sur del río North Saskatchewan en el suroeste de Edmonton, la primera era está representada por el fuerte de 1846, seguido de 1885 Street, 1905 Street y 1920 Street, los visitantes pueden abordar un tren de vapor completamente funcional en la entrada del parque que los transporta a lo largo del parque hasta el fuerte, desde el cual avanzan a través del tiempo y abstraen en el tiempo visitando las cuatro épocas.
Además del tren, los visitantes también pueden viajar en carruajes tirados por caballos, tranvías y automóviles en las eras apropiadas. Los paseos en el tren y los tranvías son gratuitos con la entrada; sin embargo, los paseos en vehículos tirados por caballos generalmente requieren una tarifa y los paseos en los automóviles son a discreción del personal del parque que los maneja.
Desde el fin de semana largo de mayo hasta el Día del Trabajo y los domingos de septiembre, los visitantes también pueden interactuar con intérpretes históricos disfrazados, este personal utiliza una variedad de técnicas para revelar los estilos de vida y las actitudes de la época que representan. Además, durante todo el año, las visitas públicas se pueden reservar con intérpretes sin disfraces.

## 1846 Fuerte - Fur Trade Era (1795-1859)
Cronológicamente, la primera fase de Fuerte Edmonton Parque es la fortaleza homónima de la compañía de la Bahía de Hudson, que representa la era del comercio de pieles, el fuerte no es el original; ha sido reconstruido usando un diagrama de plan de escala dibujado por el teniente británico Mervin Vavasour, que visitó el Fuerte a mediados de la década de 1840. Otras cuentas, como las revistas de los habitantes del fuerte, o la obra de arte de Paul Kane, se utilizaron para dar cuerpo al Plan Vavasour, un campamento Cree se encuentra justo afuera de la empalizada del fuerte, una representación de las Naciones Originarias de Canadá, cuyo comercio de pieles y provisiones fue vital para la operación del fuerte histórico.
Características notables
York Boat
Una réplica de barco de York se muestra cerca del río y a veces se encuentra amarrado en el agua, se puede ver otro barco de York en construcción dentro de las murallas del fuerte.
La casa Rowand
La imponente residencia de John Rowand y su familia esta estructura masiva fue una de las casas más grandes en el oeste de Canadá actual en su propio tiempo. La casa tiene cuatro niveles y son (comenzando desde el fondo): uno para los empleados, uno para comer y negocios, uno para la familia y las habitaciones y una buhardilla para el almacenamiento.
Los cuartos de los hombres
Justo enfrente de Rowand House, en el patio del fuerte, varios apartamentos forman la residencia de los trabajadores de Hudson's Bay Company, algunos cuartos son también el espacio de trabajo de los hábiles comerciantes del fuerte. Muchas camas amueblan estos barrios, ya que cada apartamento pequeño debía albergar a varios hombres que trabajaban y si estaban casados a sus familias.
Los cuartos de los secretarios
Históricamente, este era un edificio para los empleados educados del fuerte para habitar, el segundo piso, que habría tenido los dormitorios de los empleados, no se construyó por error en esta reproducción, en cambio, este edificio es casi por completo un comedor, que habría sido una parte importante pero no abarcadora del original. Este edificio se encuentra entre varios en el parque que se alquilan para funciones privadas.
La casa india
Una vista común en los puestos de Hudson's Bay Company, este era el punto de intercambio de pieles traídas por los nativos que las intercambiaban por productos europeos, los trabajadores del fuerte trabajarían duro para contar, almacenar y eventualmente transportar las pieles a la Bahía de Hudson, donde podrían enviarse a Inglaterra y venderse.
Campamento aborigen
Hasta la fecha, la representación principal de aborígenes en el Parque Fort Edmonton ha sido a través de un pequeño campamento Cree, ubicado a las afueras del fuerte, una de las próximas expansiones potenciales para el parque es un pueblo aborigen más grande después del caballo.

### Calle 1885 - La era de la solución (1871-1891)
Mientras que el fuerte pudo haber sido el primer establecimiento europeo en el área de Edmonton, no fue sino hasta la segunda mitad del siglo XIX que los colonos se mudaron del fuerte o vinieron desde cierta distancia para trabajar la tierra en granjas autosuficientes. 1885 Street representa el comienzo de una ciudad, muestra el establecimiento de medios de prensa de telégrafo e imprenta, y hace referencia a eventos políticos importantes como la Rebelión del Noroeste de 1885.

#### Vagón cubierto
Este tipo de vehículo se utilizó para transportar colonos y sus pertenencias por tierra desde Winnipeg o Ontario. Los vagones se estrecharon para permitir el paso a lo largo de los senderos escasos.

#### Hotel Jasper House
Mientras que el hotel original todavía está en uso por un nombre diferente en su sitio original en el centro de Edmonton, la repetición de Fort Edmonton Park reproduce el primer edificio en la ciudad que está hecho completamente de ladrillo. Se alquila para funciones privadas.

#### Iglesia de Metodista McDougall
Una estructura original que se trasladó a Fort Edmonton Park, esta iglesia, construida en 1873, fue una de las primeras estructuras construidas fuera de Fort Edmonton. Muestra la prominencia de los metodistas en la comunidad de Edmonton, una tradición llevada a cabo en esta época por el reverendo George McDougall del primer misionero protestante en la región, el reverendo Robert Rundle, que había vivido en Fort Edmonton durante sus años de comercio de pieles.

#### El Puesto Avanzado de la Policía Montada del Noroeste
Una réplica de la oficina utilizada por los oficiales de la Policía Montada del Noroeste (precursores de la actual Policía Montada del Canadá Real).

#### La granja de Ottewell
Una reconstrucción de una casa original emparejada con un granero original de la misma época, esta casa es indicativa del estilo de vida de los colonos que poblaron la zona de Edmonton a fines del siglo XIX. Los animales vivos se mantienen en el sitio.

### Calle 1905 - La era municipal (1892-1914)
En este tiempo, Edmonton se estableció como ciudad, y en 1905 fue seleccionado como el sitio de la Legislatura Provincial de Alberta, esto coincidió con un auge económico que Edmonton disfrutó en ese momento, el lado más oscuro del auge fue que la falta de viviendas necesitaba una ciudad de tiendas de campaña, que se puede ver en la calle 1905. Otro evento importante en Edmonton, la apertura de la Universidad de Alberta en 1908, a menudo se hace referencia en esta calle.

#### Tienda de campaña
Debido al auge económico de Edmonton en los primeros años del siglo XX, la gran afluencia de recién llegados a Edmonton llegó para encontrar ninguna vivienda disponible, la ciudad de carpas de Fort Edmonton Park refleja la solución temporal que las personas usaron hasta que las casas pudieran construirse. Esta reproducción histórica encontró un paralelismo contemporáneo en 2007, cuando la prosperidad económica en la provincia de Alberta significó que muchos de los pobres no podían pagar los crecientes costos de alquiler y se erigió una ciudad carpa en el centro de Edmonton poblada por unas doscientas personas sin hogar.

#### Casa de Rutherford
Esta fue la casa de Alexander Cameron Rutherford, el primer primer ministro de Alberta y una figura importante en la creación de la Universidad de Alberta, fue trasladado a Fort Edmonton Park desde su ubicación original en el sur de Edmonton, es distinto de la residencia posterior de Rutherford ubicada en el campus de la Universidad de Alberta.

#### Tranvía
La Edmonton Radial Railway Society opera un tranvía con servicio tanto en 1905 Street como en 1920 Street. Este servicio primero está disponible en el cruce de 1885 Street y 1905 Street, no se requiere tarifa para usar el tranvía, además, se pueden ver automóviles antiguos en esta calle y en 1920 Street.

#### Salón Masónico
Ubicado en 1905 Street, es una réplica de 1903 Masonic Hall, que originalmente se construyó en 100 Avenue y 102 Street, inaugurado en 1986, el Museo Masónico se encuentra en el segundo piso y cuenta con vestimenta masónica, mobiliario y artefactos históricos, los servicios de comida están ubicados en la planta baja. Los servicios de comida están ubicados en la planta baja.

### Calle 1920 - La era metropolitana (1914-1929)
Esta calle representa a Edmonton durante y después de la Primera Guerra Mundial, mientras que épocas anteriores mostraban que las pequeñas empresas representaban casi la totalidad del comercio de Edmonton, Metropolitan Edmonton depende de cadenas comerciales más grandes. Edmonton de esta era también tiene tecnología moderna como los aviones.

#### Hangar de aire de campo Blatchford
Una réplica del hangar presente en el actual Aeropuerto Edmonton City Center, Blatchford Field fue el primer "Air Harbor" en Canadá. Esta encarnación del edificio funciona como un espacio de alquiler para funciones privadas. Una réplica de biplano como la que pilotó el aviador Wop May se mostrará en el sitio del hangar.

#### Hotel Selkirk
Una aproximación de un hotel que una vez estuvo en el corazón del centro actual de Edmonton, este edificio realmente funciona como un hotel real dentro del parque, lo que permite a los visitantes pasar la noche.

#### Granja Mellon
Este edificio es un original. Estaba ubicado cerca de su ubicación actual porque la tierra en la que se asienta Fort Edmonton Park fue propiedad de la familia Mellon.

#### Mezquita Al-Rashid
La Mezquita Al-Rashid tiene la distinción de ser la primera mezquita especialmente diseñada en Canadá. Aunque fue construido en 1938, fuera del alcance aparente de 1920 Street, su traslado a Fort Edmonton Park lo salvó de la demolición. Históricamente, muchos inmigrantes musulmanes en Canadá decidieron vivir en Edmonton porque habían oído que había una mezquita allí.

#### A mitad de camino 1920 y exposición
Una recreación de una mitad de los años 20 abrió a finales de 1920 Street, cerca de la entrada del parque, en 2006 varios juegos de habilidad se pueden encontrar a mitad de camino y un carrusel con caballos tallados a mano se encuentra dentro de un pabellón permanente cerca. La Fundación Fort Edmonton ha ampliado recientemente la mitad de camino y exposición para incluir un edificio de exhibiciones y otras atracciones como una noria.

## En los medios de comunicación

### Películas
- Una película de 1978 sobre Marie-Anne Gaboury, Marie-Anne, recibió un disparo en el fuerte.[22]
- El fuerte reemplazó a la ficticia compañía de la bahía de Hudson, fort bailey, en la película de 2004 Ginger Snaps Back: el comienzo.[23]
- El asesinato de Jesse James por el cobarde Robert Ford fue filmado en el parque en el otoño de 2005, varios lugares en el parque fueron utilizados por la producción, incluido el tren de vapor que funcionaba en el parque y que fue utilizado en una secuencia de robo; el interior del tren fue restaurado por el equipo de producción para una mayor precisión histórica en un gesto de buena voluntad hacia el parque.[24] Un paparazzo violó la seguridad de la producción en el parque y posteriormente fue capturado y arrestado, mientras intentaba obtener una fotografía de la estrella de la película, Brad Pitt.

### Televisión
- The 2008 series premiere of Fear Itself, "The Sacrifice" primarily used Fort Edmonton and several of its buildings as filming locations for the fictional fort portrayed in the episode.[25]
- Un sketch de SCTV 1981 "SCTV Afterschool Special: Pepi Longsocks" con John Candy como el personaje principal fue filmado en Fort Edmonton Park, usando el fuerte, la Escuela de Bellerose de Street 1885 y la Casa de Parada de Egge y el Granero Redondo de 1905 Street como lugares de rodaje.[26]
- El Kelly's Saloon del parque sirvió como sede de la tercera temporada de The Amazing Race Canada.

## Afiliaciones
El museo está afiliado a: CMA, CHIN y el Museo Virtual de Canadá.